# Vernon Washington
Samuel Alfred Vernon Washington (Hartford, 10 de agosto de 1923 - Los Ángeles, 7 de junio de 1988) fue un actor estadounidense de cine y televisión, más conocido por sus papeles en la película de ciencia ficción The Last Starfighter (1984) como Otis y en la película de terror Friday the 13th: A New Beginning (1985).
Su papel más conocido de televisión fue en la miniserie Roots: The Next Generations (1979). Vernon ha tenido un pequeño papel recurrente en la exitosa serie de CBS The Jeffersons como Leroy.

## Filmografía
1. Change at 125th Street (1974) (TV).
2. Roots: The Next Generations (1979) (miniserie).[1]
3. Pray TV (1980).
4. The Last Starfighter (1984).[2]
5. Joan Rivers and Friends Salute Heidi Horomowitz (1985) (TV).
6. Friday the 13th: A New Beginning (1985).
7. Dream West (1986) (miniserie).